# Боливија на Зимским олимпијским играма 1980.
Боливија је после пропуштених 5 Зимслих олимпијски игара учествовала 2 пут на Зимским олимпијским играма 1980., у Лејк Плесиду, САД. Учествовала је са троје мушких алпских скијаша, који су се такмичили у све три дисциплине које су биле на програму.
Националну заставу на церемонији отварања носио је Били Фервиг.
И после ових Игара Боливија није освојила ниједну медаљу.

## Алпско скијање

### Мушкарци
| Алски скијаш        | Дисциплина | 1. трка | 1. трка | 2. трка | 2. трка | Укупно  | Укупно  | Детаљи |
| Алски скијаш        | Дисциплина | Време   | Место   | Време   | Место   | Време   | Место   | Детаљи |
| ------------------- | ---------- | ------- | ------- | ------- | ------- | ------- | ------- | ------ |
| Скот Санчез         | Спуст      |         |         |         |         | ДИСК    | -       |        |
| Били фарвиг         | Спуст      |         |         |         |         | 2:12,66 | 42 (47) |        |
| Скот Санчез         | Велеслалом | НЗ      | -       | -       | -       | НЗ      | -       |        |
| Били Фарвиг         | Велеслалом | НЗ      | -       | -       | -       | НЗ      | -       |        |
| Виктор Уго Аскарунз | Велеслалом | НЗ      | -       | -       | -       | НЗ      | -       |        |
| Скот Санчез         | Слалом     | НЗ      | -       | -       | -       | НЗ      | -       |        |
| Били Фарвиг         | Слалом     | НЗ      | -       | -       | -       | НЗ      | -;      |        |
| Виктор Уго Аскарунз | Слалом     | НЗ      | -       | -       | -       | НЗ      | -       |        |